# 바그너 그룹의 아프리카 활동

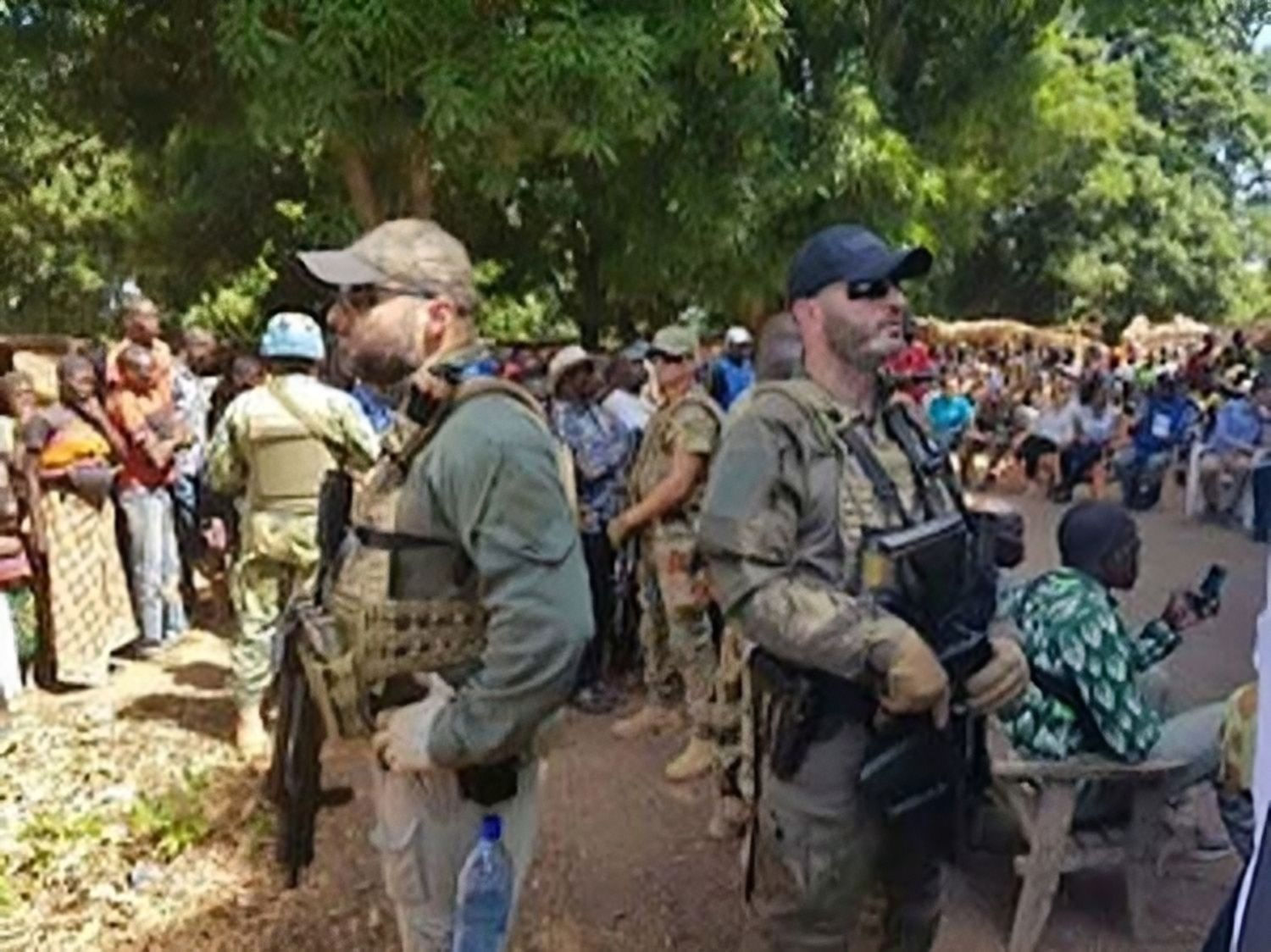
2019년 5월 중앙아프리카 공화국 쿤질리의 바그너 그룹 용병

바그너 그룹은 러시아 국비 지원을 받는 준군사조직으로, 민간군사기업 (PMC) 및 용병 네트워크로도 설명된다. 2017년부터 아프리카의 여러 정부에 군사 지원, 보안 및 보호를 제공해왔다. 그 대가로 러시아 및 바그너와 연계된 회사들은 금과 다이아몬드 광산 채굴권과 같은 해당 국가의 천연자원에 대한 특혜 접근권을 부여받았고, 러시아군은 비행장 및 항구와 같은 전략적 요충지에 접근할 수 있게 되었다.
중앙아프리카 공화국의 경우, 프라하 카를로바 대학교 사회과학부 정치학 연구소의 보후밀 도보시는 바그너의 해당 국가에서의 작전을 신제국주의적이고 신식민주의적 국가 장악의 일종으로 묘사했다. 이 단체는 인권 침해와 민간인 살해 혐의를 받고 있다.
바그너 그룹은 다른 아프리카 국가들 중에서도 중앙아프리카 공화국, 수단, 리비아, 말리, 니제르 및 모잠비크에서 활발하게 활동해왔다.
2024년, 아프리카의 바그너 그룹은 러시아 국방부의 직접 통제하에 새로운 아프리카 군단으로 합병되었다.

## 수단
2017년 12월 더 인사이더와의 인터뷰에서 러시아 베테랑 장교 이고리 스트렐코프는 바그너 PMC가 남수단과 아마도 리비아에도 주둔하고 있다고 말했다. 인터뷰가 발표되기 며칠 전, 스트렐코프는 수단 대통령 오마르 알바시르가 러시아 대통령 푸틴에게 자신의 나라가 "미국의 공격적인 행동으로부터" 보호를 필요로 한다고 말한 후, 바그너 PMC가 시리아에서 수단 또는 남수단으로 파견될 준비를 하고 있다고 진술했다.
수단에서는 수년간 두 개의 내부 분쟁(다르푸르 지역과 남코르도판 및 청나일 주)이 격렬하게 진행되어 왔으며, 남수단에서는 내전이 2013년부터 벌어지고 있다. 러시아 민간기업 RSB-그룹의 수장은 PMC가 이미 수단으로 파견되었고 심각한 형태의 말라리아에 걸려 돌아왔다는 소식을 들었다고 말했다. RSB-그룹의 수십 명의 PMC는 2017년 초 리비아로 파견되어 육군원수 칼리파 하프타르를 따르는 세력이 점유하고 있는 벵가지시 근처 산업 시설에서 지뢰 제거 작전을 지원했다. 이들은 임무를 완료한 후 2월에 떠났다. RSB-그룹은 리비아 시멘트 회사(LCC)의 요청으로 리비아에 있었다.
2017년 12월 중순, 바그너 PMC가 수단 군인들을 훈련시키는 영상이 공개되어 남수단이 아닌 수단에서의 바그너의 존재가 확인되었다. ICPS의 준전문가이자 제임스타운 재단 연구원인 세르게이 수칸킨에 따르면, PMC는 수단을 남수단에 대항하여 군사적으로 지원하고 금, 우라늄, 다이아몬드 광산을 보호하기 위해 수단으로 파견되었다. 수칸킨은 광산 보호가 "가장 필수적인 상품"이며 PMC가 "러시아 기업을 위한 유리한 조건을 만들어내기 위해" 파견되었다고 진술했다.
수단의 PMC는 300명으로 알려졌으며, 예브게니 프리고진과 관련된 회사인 "M 인베스트"의 위장 하에 활동했다."M 인베스트"는 러시아 공군 223비행대 수송기 사용에 대해 러시아 국방부와 계약을 체결했으며, 2018년 4월부터 2019년 2월까지 223비행대 항공기 2대가 수단 수도 하르툼으로 최소 9회 비행했다. 우크라이나 보안국에 따르면, 수단의 바그너 계약자 중에는 크림반도에서 모집된 전 우크라이나 시민들도 포함되었다. 2018년에는 500명의 PMC가 수단의 다르푸르 지역으로 파견되어 군사 훈련을 실시한 것으로 보고되었다.
2019년 1월 말, 2018년 12월 중순 수단에서 시위가 발생한 후, 영국 언론은 PMC가 수단 당국의 시위 진압을 돕고 있다는 주장을 제기했다. 시위 초기 며칠 동안 시위대와 언론인들은 주요 집결지 근처에 외국인 집단이 모여 있었다고 보도했다. 러시아 외무부는 이를 부인했지만, 계약자들이 수단군 훈련을 위해 수단에 있었다고 확인했다.
우크라이나 보안국은 시위 진압에 참여했다고 밝힌 PMC 149명의 명단을 공개했으며, 충돌로 사망한 PMC 2명도 보고되었다. 시위 중 30~40명이 사망했으며, 이 중 2명은 보안 요원이었다. 800명 이상의 시위대가 구금되었다. 한편 프랑스는 PMC가 소셜 미디어에서 "강력하고 활발한 존재감"을 보이며 중앙아프리카 공화국에서 "강력한 반프랑스 수사학"을 추진하고 있다고 비난했다.
2019년 4월 11일 쿠데타로 축출된 오마르 알바시르 이후에도 러시아는 수단을 통치하기 위해 설립된 과도 군사 위원회(TMC)를 계속 지원했다. TMC는 수단 국방, 광업, 에너지 부문에서 러시아의 계약을 유지하기로 합의했다. 여기에는 PMC의 수단 군사 장교 훈련도 포함되었다. 바그너 그룹의 작전은 알바시르 축출 이후 더욱 파악하기 어려워졌다. 이들은 주로 수단의 신속지원군(RSF)과 계속 협력했다. 바그너는 TMC 부의장이자 RSF 사령관인 모하메드 함단 다갈로 장군과 관련이 있다고 알려졌다.
2019년 5월, 러시아는 수단과 군사 협정을 체결했는데 이는 다른 조항과 더불어 러시아 군함의 수단 항구 입항을 용이하게 할 것이었다. 새로운 초안 협정은 2020년 11월에 체결되었으며, 이는 수단 홍해 연안에 최대 300명을 수용할 수 있는 러시아 해군 병참 센터 및 수리 조선소 설립으로 이어질 것이었다. 이 협정은 어느 당사자도 갱신에 이의를 제기하지 않는 한 25년간 유효할 것으로 예상된다.
2020년 4월, 바그너와 연계된 회사 "메로에 골드"는 코로나바이러스 범유행 속에서 개인 보호 장비, 의약품 및 기타 장비를 수단으로 선적할 계획이라고 보도되었다. 3개월 후, 미국은 시위대 진압 및 불신 행위로 인해 "M 인베스트" 회사와 수단 자회사 "메로에 골드" 및 수단 내 바그너 작전의 핵심 인물 2명에게 제재를 부과했다.
2021년 10월-11월 수단 쿠데타 이후, 수단에 세워진 군사 행정부에 대한 러시아의 지원은 더욱 공개되었고, 2022년 러시아의 우크라이나 침공 이후에도 러시아-수단 관계와 바그너의 활동은 계속 확대되어 미국, 영국, 노르웨이의 비난을 받았다. 바그너 그룹은 이익이 많은 광업권을 획득했다. 수단 북동부 금광 지역에 있는 아비디야 마을에서 10마일(16km) 떨어진 곳에 러시아가 운영하는 금광이 건설되었는데, 이는 바그너 그룹의 전초 기지였을 것으로 추정된다. 동쪽으로 더 나아가, 바그너는 홍해에 해군 기지를 건설하려는 러시아의 시도를 지원했다. 이들은 서부 수단의 다르푸르 지역을 중앙아프리카 공화국, 리비아, 차드 일부 등 인접 국가에서의 작전 전진 기지로 활용했다. 바그너와 연계된 "메로에 골드" 회사의 지질학자들은 또한 다르푸르를 방문하여 우라늄 잠재력을 평가했다.
2023년 4월 중순, 수단에서 충돌이 발생했는데, 이는 압델 파타 알부르한 장군에게 충성하는 수단군과 다갈로 장군을 따르는 신속지원군 간의 충돌이었다. 이후 일부 수단 및 지역 외교 소식통은 바그너 그룹이 RSF에 지대공 미사일을 제공했다고 주장했다. 프리고진은 RSF 지원을 부인하며, 회사가 2년 이상 수단에 주둔하지 않았다고 말했다. 수단군 참모총장 압델 파타 알부르한은 "아직 바그너 그룹의 RSF 지원에 대한 확인은 없었다"고 밝혔다.

## 중앙아프리카 공화국

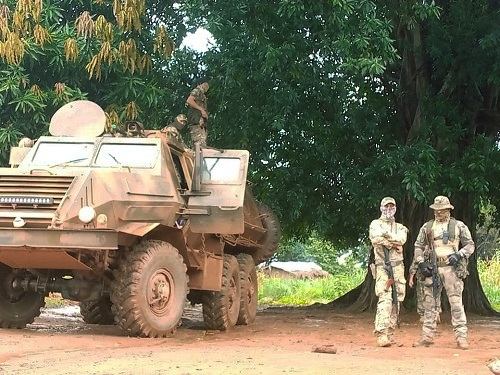
중앙아프리카 공화국에서 장갑차 근처를 경계하는 러시아 용병

2018년 러시아 민간군사기업(PMC) 바그너는 중앙아프리카 공화국에 병력을 파견했는데, 표면적으로는 수익성 좋은 광산을 보호하고, 중앙아프리카 공화국 정부를 지원하며, 파우스틴아르샹즈 투아데라 대통령을 근접 경호하기 위함이었다. PMC는 또한 프랑스 철수로 인한 안보 공백을 메울 예정이었다. 그러나 이들의 파견은 2013년부터 시행 중인 무기 금수 조치에도 불구하고 이루어졌다.
2018년 5월까지 중앙아프리카 공화국 내 바그너 PMC 수가 1,400명에 달하며, 패트리엇이라는 또 다른 러시아 PMC가 VIP 보호를 담당하고 있다고 보고되었다. 바그너의 해당 국가 주둔은 논란이 되어왔으며, 일부는 이들이 인권 침해와 분쟁 악화의 원인이라고 비난했다. 러시아 정부는 PMC가 독자적으로 활동하고 있다며 어떠한 개입도 부인했다.
2018년 12월, 우크라이나 보안국은 중앙아프리카 공화국 내 바그너의 상위 구조가 예브게니 프리고진과 연관된 상업 회사인 상트페테르부르크의 M-Finance LLC 보안 서비스이며, 주요 활동 분야는 귀금속 채굴 및 개인 보안 서비스라고 보고했다. 우크라이나 보안국에 따르면, 일부 PMC는 프리고진의 개인 항공기로 직접 아프리카로 운송되었다. 프리고진은 러시아 대통령 블라디미르 푸틴의 측근이었으며, 2023년 8월 사망하기 전 선거 개입 및 기타 악의적인 활동 혐의로 미국 정부의 제재를 받았다.
2021년까지 중앙아프리카 공화국 상황은 더욱 악화되어 반군이 국내에서 네 번째로 큰 도시를 공격하고 점령했다. 이에 대응하여 러시아는 정부군을 훈련하고 지원하기 위해 추가로 300명의 군사 교관을 파견했다. 중앙아프리카 공화국에 바그너 및 다른 러시아 PMC가 주둔함으로써 아프리카에서 러시아의 영향력 증대와 국제법 무시 의지에 대한 우려가 제기되었다.
2022년 9월, 더 데일리 비스트는 바그너 그룹이 2021년 12월 베제르 마을에서 자행한 또 다른 학살의 생존자 및 목격자를 인터뷰했는데, 여기에는 임산부를 포함한 여러 여성에 대한 고문, 살해 및 장기 적출이 포함되었다.

2024년 11월 중앙아프리카 공화국 군사 상황

2023년 1월 중순, 중앙아프리카 공화국과 카메룬 및 차드 접경 지역에서 새로운 정부군의 공세가 시작되면서 바그너 그룹은 비교적 큰 피해를 입었다. 수단 접경 지역에서도 전투가 발생했다. 반군은 수십 명의 사상자 중 바그너 PMC가 7명에서 17명 사이라고 주장했다. 중앙아프리카 공화국 군사 소식통 또한 한 차례의 매복 공격으로 바그너 계약자 7명이 사망했다고 확인했다.
2022년 유럽 수사 협력 (EIC), 프랑스 단체 올 아이즈 온 바그너, 영국 기반 도시에 센터의 공동 조사 및 보고서에 따르면, 바그너 그룹은 2019년부터 중앙아프리카 공화국에서 디암빌 다이아몬드 거래 회사를 통제해왔다.

### 언론인 사망
2018년 7월 30일, 미하일 호도르콥스키와 연관된 러시아 온라인 뉴스 조직 조사 통제 센터(TsUR) 소속 러시아 언론인 3명(키릴 라드첸코, 알렉산드르 라스토르구예프 및 오르한 드제말)이 중앙아프리카 공화국에서 현지 바그너 활동을 조사하기 위해 입국한 지 3일 만에 미확인 괴한들의 매복 공격으로 살해당했다. 이 매복 공격은 시부트에서 23km 떨어진 곳에서 발생했는데, 무장한 사람들이 덤불에서 나타나 차량에 총격을 가했다. 언론인들의 운전자는 공격에서 살아남았지만, 그 후 당국에 의해 연락이 두절되었다. 러시아 외무부는 살해에 대한 답변에서 사망한 언론인들이 공식적인 인가 없이 여행 중이었다고 언급했다.
BBC 뉴스와 AFP는 사망 경위가 불분명하다고 밝혔다. 인테르팍스 통신사에 따르면 강도가 동기였을 수 있다. 값비싼 카메라 키트와 8,000달러 이상이 현장에서 사라졌지만, 중앙아프리카 공화국에서 귀중한 상품으로 여겨지는 휘발유 3통은 차량에 그대로 남아 있었다. 현지 관리와 운전자는 공격자들이 터번을 쓰고 아랍어를 사용했다고 진술했다. 러시아 및 중앙아프리카 공화국 국영 언론은 초기에는 당국이 셀레카 반군을 살해 배후로 의심한다고 보도했다. 호도르콥스키의 수사관들이 인터뷰한 현지 주민들에 따르면, 매복 전에 약 10명의 사람들이 몇 시간 동안 근처에 진을 치고 기다리고 있었다. 공격 직전에 그들은 "무장한 백인 3명과 중앙아프리카인 2명"이 탄 다른 차가 지나가는 것을 보았다.
뉴욕 타임스의 초기 보도에 따르면, 살해가 언론인들의 중앙아프리카 공화국 내 바그너 그룹 활동 조사와 관련이 있다는 징후는 없었지만, 후속 기사는 휴먼 라이츠 워치 연구원의 말을 인용하여 미스터리한 살해 사건에 대해 "많은 부분이 맞지 않는다"고 언급했다. 기사는 살해가 도둑들의 무작위적인 소행이라는 공식적인 버전을 반박할 만한 것은 없지만, 러시아 내부에서는 바그너 그룹을 비난하는 추측이 있었고, 또한 거의 알려지지 않은 아프리카 뉴스 매체에서 프랑스가 모스크바에 영향력 행사 지역에서 벗어나라는 경고로 살해 배후에 있다는 이론을 덧붙였다. 모스크바 기반의 국방 분석가 파벨 펠겐하우어는 바그너 PMC에 의해 살해되었을 가능성은 낮다고 생각했지만, 우크라이나 보안국은 PMC 연루에 대한 증거를 가지고 있다고 주장했다.
조사 중 언론인들은 PMC 캠프에 들어가려 했으나, 국방부의 인가가 필요하다는 말을 들었다. 인가는 이전에 AFP 언론인에게만 주어졌으며, 그마저도 사진을 찍거나 누구도 인터뷰할 수 없었다. 살해는 언론인들이 베렌고의 바그너 그룹 캠프를 방문한 다음 날 일어났다. 벨링캣의 크리스토 그로제프에 따르면, 언론인들이 중앙아프리카 공화국에 도착한 후 바그너 그룹의 대령 콘스탄틴 피칼로프는 그들을 어떻게 추적하고 감시해야 하는지에 대한 지침을 담은 편지를 발행했다.
도즈드 TV 방송국에 따르면, 러시아 민간군사기업 패트리엇이 살해에 연루되었다.
2019년 1월, 호도르콥스키의 도시에 센터가 수집한 증거에 따르면 중앙아프리카 헌병대의 소령이 매복에 연루된 것으로 밝혀졌다. 이 소령은 살해 당일 언론인들의 운전자와 정기적으로 통신했으며, 중앙아프리카에서 대감시 및 모집 전문가 훈련을 받은 바그너 PMC와도 자주 통신했다. 이 경찰관은 또한 수단 국경에 있는 러시아 군사 훈련병 캠프에 참석했으며, 훈련 후에도 러시아 PMC와 정기적으로 연락을 유지한 것으로 알려졌다. 도시에 센터의 살인 사건 조사는 정부 기관 및 조직의 참여 부족으로 두 달 후 중단되었다.

## 마다가스카르 (2018)
독립 언론 그룹 프로젝트는 바그너 PMC가 2018년 4월 마다가스카르에 도착하여 예브게니 프리고진이 다가오는 선거에서 당시 대통령 헤리 라자오나리맘피아니나의 대선 캠페인에 동행하기 위해 고용한 정치 컨설턴트를 경호했다고 보도했다. 라자오나리맘피아니나는 재선에 실패하여 1차 투표에서 3위에 그쳤지만, 프리고진의 컨설턴트들은 선거 전 몇 달 동안 다른 여러 후보들과도 협력한 것으로 알려졌다.
선거운동 막바지에 이 전략가들은 궁극적으로 선거에서 승리한 안드리 라조엘리나를 도왔는데, 그는 미국과 중국의 지지를 받았다. 라자오나리맘피아니나 행정부의 마지막 조치 중 하나는 2018년 8월 러시아 기업이 마다가스카르 국영 크로뮴 생산 업체 "크라오마"를 인수하는 것을 용이하게 한 것이라고 알려졌다. 2018년 8월 9일, 아르센 라코토아리소아 이사는 회사 직원 4명의 납치에 대한 몸값으로 1억 아리아리를 지불한 후 해고되었다. 바그너 PMC는 2018년 10월 현재 크롬 광산을 경호하고 있다고 보도되었다.
그러나 헤리 라자오나리맘피아니나 대통령은 그 해 말 2018년 마다가스카르 대통령 선거에서 패배했고,
자본금 10,000 루블(€100)의 러시아 회사 페룸 마이닝은 회사에 자금을 투자하지 않았다. 그리고 직원들에게 급여를 지급하지 않았다.
2019년에는 15,000톤의 크로뮴만이 회사에서 수출되었고, 그 이후로 운영은 중단되었고 2022년 말에도 급여는 미지급 상태로 남아 있었다.
다양한 대선 후보들의 컨설턴트 중에는 마다가스카르 종말교회 패스터 메일홀 후보의 선거 운동 보안 책임자로 처음 배정되었던 콘스탄틴 피칼로프도 있었다. 그러나 안드리 라조엘리나가 선거에서 우승할 유력 후보라는 것이 분명해지자, 피칼로프는 라조엘리나의 경호원으로 전근되었다.

## 리비아

2018년 11월 리비아의 군사 상황

이 그룹의 리비아 주둔은 2018년 10월, 더 선(The Sun)이 리비아 국민군(LNA)을 이끄는 육군원수 칼리파 하프타르를 지원하기 위해 벵가지와 토브룩에 러시아 군사 기지가 설치되었다고 주장하면서 처음 보도되었다. 이 그룹은 하프타르 부대에 훈련과 지원을 제공하고 있으며, 러시아 미사일과 SAM 시스템도 리비아에 설치된 것으로 추정되었다.
러시아 정부는 이 보고서를 부인했지만, RBK TV는 러시아군의 리비아 파견을 확인했다. 2019년 3월 초까지 영국 정부 소식통에 따르면 약 300명의 바그너 PMC가 벵가지에서 하프타르를 지원하고 있었다. LNA는 리비아 남부에서 크게 진격하여 삽하 시와 리비아 최대 유전을 포함한 여러 도시를 빠르게 점령했다. 남부 작전 이후, LNA는 국민통합정부(GNA)가 장악한 수도 트리폴리에 대한 공세를 시작했지만, 강력한 저항으로 인해 2주 만에 도시 외곽에서 공세가 교착 상태에 빠졌다.
보고서에 따르면 바그너 그룹의 러시아 용병들이 하프타르군의 편에서 싸우며 포병 지원을 제공하고, 저격수를 사용하며, 지뢰와 급조 폭발 장치를 설치하고 있다고 한다. 그리고 모잠비크에서 또한 레이저 유도 곡사포탄으로 무장하고 있으며, 전쟁 규칙을 위반하여 할로우 포인트 탄약을 사용하고 있다고 한다.
바그너 본부는 에스비아 마을의 병원에 설치되었는데, 이곳에서 PMC는 실수로 계약자들을 발견한 남성의 가족을 구금하고 총살했다고 진술되었다. 국민통합정부(GNA)는 7월 초에 자국군에 의해 체포된 러시아인 2명이 바그너 그룹에 고용되었으며, 사이프 알이슬람 카다피와의 "회담을 확보하는" 데 연루되었다고 밝혔다.
11월 중순까지 리비아 내 바그너 PMC의 수는 1,400명으로 증가했다고 여러 서방 관리들이 밝혔다. 미 의회는 리비아 내 PMC에 대한 초당적 제재를 준비하고 있었고, 트리폴리 상공에서 미군 드론이 격추되자 미국은 러시아 PMC 또는 LNA가 운용하는 러시아 방공 시스템에 의해 격추되었다고 주장했다. 2020년 9월 드론 공격으로 바그너 군인 약 25명이 사망한 것으로 추정되지만, 러시아 정부는 어떠한 연루도 부인했다. 국민통합정부(GNA)는 2020년 6월 최종적으로 트리폴리를 탈환했으며, 이는 2020년 10월 휴전 협정으로 이어졌다.
2022년 5월 31일, 휴먼 라이츠 워치는 리비아 기관 및 지뢰 제거 단체의 정보를 인용하여 바그너 그룹이 리비아에서 금지된 지뢰 및 부비 트랩 사용에 연루되어 있다고 밝혔다. 이 지뢰들은 지뢰 위치가 확인되기 전에 최소 3명의 리비아 지뢰 제거 전문가를 사망하게 했다.

## 모잠비크 (2019-2020)
2019년 8월 초, 바그너 그룹은 OAM 및 블랙 호크 등 다른 두 민간군사기업보다 더 낮은 비용으로 서비스를 제공하여 모잠비크 정부와 계약을 맺었다. 그 달 말에 모잠비크 정부는 러시아 군함의 국가 항구 입항에 대한 2018년 4월 협정을 비준하는 결의안을 승인했다. 9월 13일, 바그너 그룹 소속 PMC 160명이 러시아 안토노프 An-124 수송기로 모잠비크에 도착하여 모잠비크 방위군(FADM)에 기술 및 전술 지원을 제공했으며, 북부 남풀라, 마코미아, 무에다의 세 군 막사에 주둔했다.
9월 25일, 두 번째 러시아 수송기가 남풀라 주에 착륙하여 바그너 그룹 소유의 대구경 무기 및 탄약을 하역했으며, 이들은 2017년 10월 5일부터 이슬람 반란이 진행 중인 카부델가두주로 운송되었다. 두 수송기 중 최소 하나는 러시아 공군 224비행대 소속이었다. 전체적으로 엘리트 병력을 포함한 200명의 PMC, 공격 헬리콥터 3대 및 승무원이 모잠비크에 도착하여 이슬람 무장 세력이 마을을 불태우고 참수하며 수백 명을 강제 이주시킨 카부델가두에서 훈련 및 전투 지원을 제공했다.
10월 5일부터 모잠비크군은 PMC와의 협력 하에 탄자니아 국경을 따라 반군에 대한 여러 성공적인 작전을 수행했다. 작전 초기에 '그라니트'라는 호출 부호를 가진 PMC 부대 지휘관이 사망하고 다른 두 명의 PMC가 부상을 입었는데, 이들의 부대가 60명의 반군에 의해 매복 공격을 받았기 때문이었다. 이 작전 동안 군과 PMC는 두 지역의 반군 기지를 폭격하여 이들을 숲으로 밀어냈다. 이때 반군이 두 기지를 공격하여 35명 이상의 반군과 3명의 PMC가 사망했다. 한편, 10월 8일 러시아 선박이 나칼라 항구에 입항하여 17개 이상의 다양한 종류의 무기, 특히 폭발물을 실은 채 전투 지역으로 운송되었다. 러시아는 모잠비크에 병력이 주둔하고 있다는 사실을 부인했다.
PMC 도착 후, ISIL은 모잠비크에서 지하디스트 병력을 강화하여 무장 공격 횟수가 증가했다. 10월 10일과 27일, 두 차례의 매복 공격이 발생하여 7명의 PMC가 사망했다. 10월 말 매복 공격에서는 PMC 5명 외에 모잠비크 군인 20명도 사망했는데, 이슬람 무장 세력이 FADM 군 수송대가 도착할 때 도로에 바리케이드를 설치했기 때문이었다. PMC 5명 중 4명은 총에 맞아 사망한 후 참수되었다. 공격으로 차량 3대가 전소되었다. 모잠비크 전투 중 일부 사망자는 "오인 사격" 사건의 결과로 알려졌다.
11월 중순까지 두 명의 모잠비크 군사 소식통은 여러 차례의 실패한 군사 작전 이후 바그너와 FADM 사이에 긴장이 고조되고 있으며, 한 소식통은 공동 순찰이 거의 중단되었다고 말했다. 사하라 이남 아프리카에서 활동하는 OAM 및 블랙 호크의 수장을 포함한 분석가, 용병 및 보안 전문가들은 바그너가 전문성이 부족한 지역에서 작전 중이므로 모잠비크에서 고전하고 있다고 보았다. OAM의 수장이자 전 로디지아 병사였던 존 가트너에 따르면, 바그너 그룹은 모잠비크에서 "능력 밖"이었다. 동시에 블랙 호크의 창립자이자 전 남아프리카 대령인 돌프 도르플링은 소식통들이 바그너 그룹이 현지 군사 전문 지식을 찾기 시작했다고 자신들에게 말했다고 밝혔다.
그 달 말쯤, 전투원들 중 사망자가 발생한 후 200명의 PMC가 모잠비크에서 철수했다고 보고되었다. 그럼에도 불구하고 11월 말 현재 러시아 전투원과 장비는 여전히 펨바 항구 도시에 주둔하고 있었으며, 해안 도시 모심보아다프라이아에도 기지를 두고 있었다. PMC는 또한 재정비를 위해 나칼라로 철수했다.
2020년 초까지 카부델가두 지역의 공격 건수는 급증하여 1월과 2월 초에만 28건이 발생했다. 폭력은 주내 16개 지구 중 9개 지구로 확산되었다. 공격에는 참수, 집단 납치, 마을 방화 등이 포함되었다. 대부분의 공격은 무장 세력에 의해 자행되었지만, 일부는 강도에 의해 이루어지기도 했다. 3월 23일, 무장 세력은 카부델가두의 핵심 도시 모심보아데프라이아를 점령했다. 2주 후, 반군은 주내 여섯 개 마을에 대한 공격을 시작했다.
4월 8일, 군은 두 지역의 무장 세력 기지에 헬리콥터 공격을 시작했다. 언론인 조지프 한런은 공격에 참여한 헬리콥터 건십 중 하나를 보여주는 사진을 공개하며 바그너 PMC가 조종했다고 말했다. 그러나 데일리 매버릭이 인용한 다른 두 소식통은 계약자들이 남아프리카 민간군사기업 다이크 자문 그룹(DAG) 소속이었으며 바그너 그룹은 3월에 모잠비크에서 철수했다고 밝혔다.

## 말리 (2021-2025)

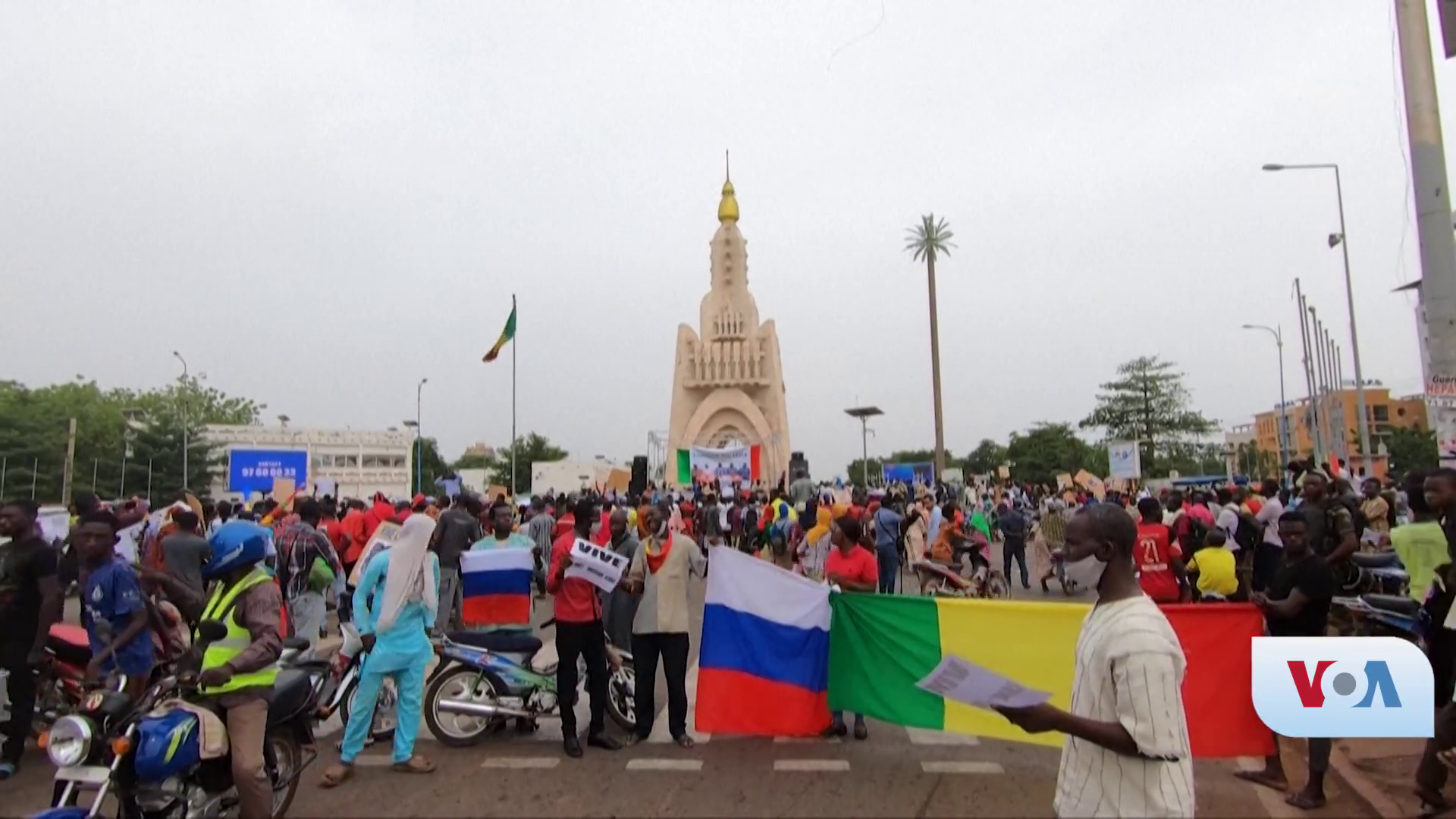
2021년 말리 쿠데타 이후 바마코에서 말리군 지지 시위 - 러시아와 말리 국기

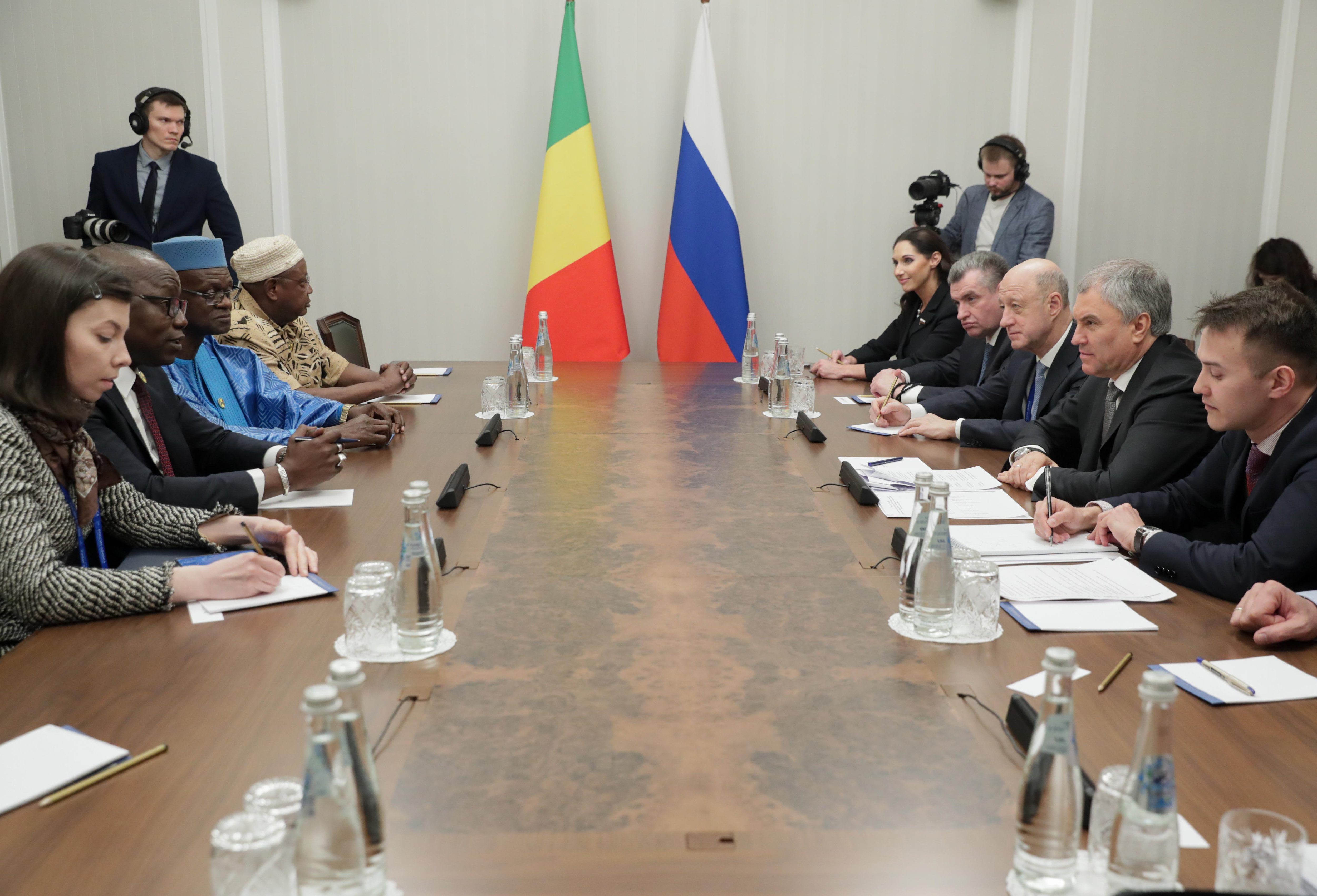
2023년 3월 19일 모스크바에서 말리와 러시아 대표단 회의. 바그너는 말리의 집권 군사정권과 밀접한 관계를 맺고 있었다.

2021년 9월 중순, 외교 및 안보 소식통에 따르면 바그너 그룹이 말리에서 활동할 수 있도록 하는 협정이 거의 마무리 단계에 있었다. 상충되는 소식통에 따르면, 최소 1,000명 또는 그 이하의 PMC가 2012년부터 내전을 겪고 있는 말리에 배치될 예정이었으며, 바그너 그룹은 말리군 훈련 및 정부 관료 보호를 위해 월 약 60억 CFA 프랑을 받을 예정이었다. 이전에 말리를 식민지로 통치했던 프랑스는 이 협정이 발효되는 것을 막기 위한 외교적 노력을 기울였다. 2021년 5월 말부터 말리는 쿠데타 이후 집권한 군사정권에 의해 통치되고 있다.
이에 대해 쇼겔 코칼라 마이가 말리 총리는 유엔 총회 연설에서 "바르칸 작전 종료로 인한 새로운 상황은 말리를 기정사실, 즉 어느 정도는 중간에 포기하는 상황에 처하게 했고, 이는 우리 스스로 또는 다른 파트너와 함께 안보를 더 잘 보장할 수 있는 경로와 수단을 모색하게 한다"고 밝혔다.
영국, 유럽 연합, 코트디부아르 또한 말리가 바그너 그룹과의 협정에 참여하지 말라고 경고했다. 그럼에도 9월 30일, 말리는 2020년 12월에 합의된 계약의 일환으로 밀 Mi-17 헬리콥터 4대와 무기 및 탄약을 선적 받았다. 이 선적은 말리 국방부 장관이 받았으며, 그는 러시아를 "말리가 항상 매우 유익한 파트너십을 유지해온 우호적인 국가"라고 칭찬했다.
12월 말, 프랑스는 영국, 독일, 캐나다, 그리고 11개 유럽 정부가 러시아의 지원을 받는 바그너 그룹의 말리 파병을 목격했으며, 이를 규탄한다는 공동 성명을 발표했다. 말리는 파병을 부인하며 독립적인 출처의 증거를 요구했지만, 군대와 안보군 강화를 위한 "러시아 훈련병"이 국내에 있다고 인정했으며, "역사적인 파트너인 러시아 연방과의 국가 간 파트너십에만 관여하고 있다"고 밝혔다. 프랑스 정부 소식통은 바그너 파병 주장이 바마코 공항 근처에 새로운 군사 기지 건설 및 "의심스러운 비행 패턴"을 포함한 요인에 근거한다고 밝혔다.
2022년 1월, 말리군 관계자들은 약 400명의 러시아 군사 고문이 국내에 도착하여 말리 여러 지역에 주둔하고 있음을 확인했다. 서방 관계자를 포함한 여러 관리들은 러시아 "용병"이 말리에 배치되었다고 진술했지만, 말리 군사 소식통은 이를 부인했다. 그러나 말리 중부 지역의 한 관리는 러시아 고문과 PMC가 모두 주둔하고 있으며, 모든 계약자들이 러시아 국적자는 아니라고 밝혔다.
프랑스 군 관계자에 따르면, 300~400명의 PMC가 장비를 제공하는 러시아 훈련병과 함께 국내 중부에 주둔하고 있었다. 2021년 12월 말, 약 200명의 바그너 계약자가 배치된 세구 마을에서 PMC 사진이 공개되었다. 2022년 1월 초, 몹티 남쪽에서 계약자들과 지하디스트 간의 충돌로 PMC 1명이 사망했다고 보도되었다.
2022년 1월 중순, 바그너 PMC는 말리 북부 팀북투의 옛 프랑스 군사 기지에 배치되었다. 이후 미국 육군 또한 말리에서의 바그너 그룹 존재를 확인했다. 2022년 4월 초까지 약 200명의 말리 군인과 9명의 경찰관이 러시아에서 훈련을 받고 있었다.
2022년 4월 5일, 휴먼 라이츠 워치는 말리군과 러시아 PMC가 3월 27일부터 31일 사이에 이슬람 무장 세력의 온상으로 알려진 몹티 지역의 무라에서 군사 작전 중 약 300명의 민간인을 처형했다고 비난하는 보고서를 발표했다. 말리군에 따르면, 100명 이상의 러시아인이 연루된 것으로 알려진 이 작전에서 200명 이상의 무장 세력이 사망했다. 3월 27일 작전 시작 시, 말리 군 헬리콥터가 마을 시장 근처에 착륙한 후 병사들이 배치되어 약 30명의 지하디스트 그룹에 접근했으며, 이들은 총격을 가하여 최소 2명의 "백인 병사"를 살해했다고 휴먼 라이츠 워치는 밝혔다.

2024년 말리의 군사 상황. 자세한 지도는 여기를 참조하시오.

2022년 4월 19일, 프랑스군이 고시 군사 기지를 말리군에 넘겨준 지 3일 만에 팀북투 외곽의 홈보리 마을 근처에서 군사 순찰대가 도로변 폭탄에 맞아 공식적으로 확인된 첫 러시아 군사 고문 사망자가 발생했으며, 그는 바그너 소속으로 알려졌다. 프랑스는 바그너 그룹 PMC로 의심되는 인원들이 철수 직후 기지 동쪽 몇 킬로미터 떨어진 곳에 시신 십여 구를 집단 매장하여 프랑스에 책임을 전가하려 했다고 주장했다.
프랑스군은 "센서가 바그너 그룹 소속으로 추정되는 백인 12명 가량을 관측"하고 이틀 뒤 말리 군인들이 매장지에 도착하여 장비를 내리는 모습을 담은 영상 이미지를 공개했다. 2022년 4월 25일, 알카에다와 연계된 지하디스트 조직 JNIM은 이달 초 중부 세구주에서 바그너 그룹 소속 여러 명을 포획했다고 주장했다.
2022년 6월 말, 바그너 그룹에 대한 비난이 제기되었는데, PMC가 말리군과 함께 북부 통북투주의 마을을 약탈하고 무차별적으로 사람들을 체포하여 민간인들이 모리타니로 피신하게 만들었다는 것이다. 살해도 발생한 것으로 보고되었다. 7월 24일, 미국은 바그너 그룹의 말리 내 작전을 용이하게 한 혐의로 말리 관리 3명에게 제재를 부과했다.
2023년 6월 16일, 말리 정부는 MINUSMA 평화유지군에게 말리에서 지체 없이 철수해달라고 요청했다. 6월 30일, 유엔 안전보장이사회는 평화유지군 철수 요청을 승인했다. 이후, 말리 정부가 투아레그 반군과의 알제 협정을 이행하지 않는다는 주장에 대응하여, 아자와드 운동 조정위원회(CMA)를 구성하는 주요 단체들 – 아자와드 민족해방운동, 아자와드 아랍 운동, 아자와드 통일 최고 평의회 –은 평화 회담에서 철수했다. 이들은 나중에 하나의 그룹으로 합병되었다.
2023년 9월 9일, CMA 반군이 말리 공군 소속 유일한 SU-25를 격추시켰고, JNIM은 바그너 그룹이 운용하는 Mi-8 헬리콥터를 격추시켰다. 2023년 9월 11일, CMA는 군사정권에 대한 "전쟁"을 선포했다.
2023년 9월과 10월에 발생한 여러 치명적인 반군 기지 공격 이후, 정부군은 CMA가 통제하는 반군 거점 키달 방향으로 공세를 시작했다. 특히 테살릿과 아구엘혹 마을이 주요 목적지였으며, 이 마을에는 여전히 MINUSMA 군사 기지가 남아 있었다. 말리군과 반군 간의 충돌이 10월 6일 아네피프 주변에서 발생했으며, 말리군이 최종적으로 마을을 장악했다. 10월 16일, MINUSMA는 두 기지에서 철수를 시작했으며, 10월 21일 테살릿을 떠났고, 10월 23일 아구엘혹을 떠났다. 이들이 테살릿 기지에서 철수하는 동안, 말리군과 바그너 군대가 투입되어 그들을 대체했다.
2023년 11월 12일, 말리군과 바그너 그룹은 10월 초부터 주둔해온 아네피프에서 키달 방향으로 다시 진격했다. 이틀 후, 바그너의 지원을 받는 말리군이 키달을 점령했고, 이후 PMC는 도시 주민들이 자신들과 사진 및 비디오를 찍을 수 있도록 허용하여 말리에서 처음으로 공개적으로 모습을 드러냈다. 비디오 속 주민들은 그들을 해방자라고 환영했다. 이들이 마을에 진입하기 전에 정부군과 바그너군은 드론 공격으로 키달 내부와 주변의 반군 목표물을 타격했다. 11월 22일, PMC는 키달 요새에 자신들의 깃발을 게양했다.
2024년 7월 22일, 바그너 용병과 말리 군인으로 구성된 호송대가 말리 북부 이나파라크에서 반군과 교전하여 다음 날 성공적으로 점령했다. 호송대는 이후 틴자오아텐 코뮌으로 이동하여 7월 25일 투아레그 반군 단체 아자와드 인민 방어 전략 체제에 의해 매복 공격을 받았고, 사흘간의 전투가 이어졌다. 전투 기간 동안 바그너 그룹은 러시아 텔레그램 소스에 따르면 20명에서 80명 사이의 병력을 잃었으며, 이는 말리 배치 이후 가장 큰 손실이었다.
2025년 6월 6일, 바그너 그룹은 말리에서 "임무를 완료"하고 반군에 대한 배치를 종료한다고 발표했으며, 수천 명의 무장 세력과 반군 지휘관을 살해했다고 주장했다. 6월 12일, 언론인 단체 포비든 스토리가 주도한 조사에 따르면, 바그너 그룹은 말리 배치 기간 동안 수백 명의 민간인을 납치, 구금, 고문했으며, 이들을 옛 유엔 캠프와 말리군과 공유하는 군사 기지에 가두었다.

## 의심되는 활동

### 부르키나파소
6년 이상의 부르키나파소 지하디스트 반란 이후, 2022년 1월 23일 쿠데타가 발생하여 군부가 로크 마르크 크리스티앙 카보레 대통령을 축출했다. 군부는 의회, 정부, 헌법이 해산되었다고 선포했다. 쿠데타는 폴앙리 산다오고 다미바 중령이 주도했으며, 2,000명의 사망자와 140만~150만 명의 이재민을 낸 이슬람 반란을 정부가 진압하지 못한 데 대한 반응이었다. 정부에 군사 지원을 제공하던 프랑스에 대한 분노도 표출되었다.
쿠데타 다음 날, 중앙아프리카 공화국 주재 러시아 군사 훈련관의 공식 대표인 알렉산드르 이바노프는 부르키나베 군대에 훈련을 제안했다. 이후, 군사 장악 직전에 다미바 중령이 카보레 대통령을 설득하여 이슬람 반군에 대항하기 위해 바그너 그룹을 참여시키려 했다는 사실이 밝혀졌다. 군사 장악이 있기 2주도 채 되지 않아 정부는 쿠데타 음모를 저지했다고 발표했고, 그 후 바그너 그룹이 부르키나파소에 자리를 잡으려 할 수도 있다는 추측이 나왔다.
쿠데타는 부르키나파소에서 상당한 시민 지지를 얻었으며 프랑스에 반대하고 러시아의 개입을 요구하는 시위가 뒤따랐다. 미국 국방부는 바그너 그룹이 "부르키나파소 군사 장악의 배후 세력"일 수 있다는 주장을 인지하고 있었지만, 사실인지는 확인할 수 없다고 밝혔다.
2022년 9월 30일, 새로운 쿠데타가 발생하여 다미바 대령이 지하디스트 반란을 억제하지 못했다는 이유로 이브라힘 트라오레 대위에게 축출되었다. 트라오레에 따르면, 그와 다른 장교들은 다미바에게 반란에 "재집중"하도록 설득하려 했지만, 결국 "그의 야망이 우리가 설정한 목표에서 벗어나고 있었다"는 이유로 그를 전복하기로 결정했다. 일부는 트라오레가 바그너와 관련이 있다고 의심했다. 트라오레가 국가 수도인 와가두구에 진입하자 지지자들이 환호했고, 일부는 러시아 국기를 흔들었다. 빅토리아 눌런드 미 고위 외교관은 트라오레의 집권 이후 부르키나파소를 방문하여 그에게 바그너와 협력하지 말 것을 "강력히 촉구"했다.
그럼에도 불구하고 가나 정부는 트라오레가 쿠데타 이후 바그너 그룹과 협력하기 시작하여 지하디스트 반군에 대항하여 용병들을 동원했다고 공개적으로 주장했다. 가나 대통령에 따르면, 집권 군사정권은 바그너 그룹에 배치 대가로 광산을 할당했지만, 부르키나파소 광업부 장관은 이를 부인했다. 2023년 1월 말, 집권 군사정권은 수년간 지하디스트와 싸워온 프랑스군 병력 200~400명에게 부르키나파소에서 철수할 것을 요구했다. 프랑스는 이에 동의했으며 2023년 2월 19일까지 철수를 완료했다.

### 차드
미국 정부는 차드 정부에 바그너가 정부를 불안정하게 만들고 있으며, 아마도 대통령을 암살하려는 음모를 꾸미고 있을 수 있다는 정보를 공유했다. 뿐만 아니라 다른 고위 정부 관리들도. 바그너는 또한 차드 집권층의 일부 세력과 유대를 형성하려고 했다고 주장되었다. 정부 전복 시도는 바그너의 영향력 구축 전략의 전환점이었다고 미군 관계자가 뉴욕 타임스에 말했다. 러시아의 주권 국가에 대한 위협에 대응하기 위한 정보 공유와 그 결과로 밝혀진 정보는 러시아의 우크라이나 침공 중에 처음 시도된 전략을 반영한다.

## 국가 장악 및 신식민주의 의혹
아프리카 정부를 보호하는 대가로 러시아와 바그너와 연계된 회사들은 금과 다이아몬드 광산 채굴권과 같은 해당 국가의 천연자원에 대한 특혜 접근권을 부여받았고, 러시아군은 비행장 및 항구와 같은 전략적 요충지에 접근할 수 있게 되었다. 이는 러시아가 집권 정부의 권력을 유지하는 것을 돕고 보호에 의존하게 만들면서 지역 주민에게는 이익이 되지 않고 러시아에는 경제적, 정치적 이익을 창출하는 일종의 국가 장악으로 묘사되어 왔다.
중앙아프리카 공화국의 경우, 프라하 카를로바 대학교 사회과학부 정치학 연구소의 보후밀 도보시는 바그너의 해당 국가에서의 작전을 신제국주의적이고 신식민주의적 국가 장악의 일종으로 묘사했다. 러시아는 또한 PMC를 이용하여 선거 개입과 친러시아 선전 및 반서방 허위 정보 유포를 통해 아프리카에서 지정학적 영향력을 얻어왔다.
러시아 정부의 내부 분석가들은 러시아의 아프리카 정책이 "신식민주의적" 성격을 띠고 있음을 인정했다. 더 힐에 기고한 스티븐 블랭크는 아프리카에서 러시아의 행동과 야망이 "제국주의의 정수"라고 주장한다.

## 다른 러시아 군사 작전 자금 조달
"피 묻은 금 보고서" 연구 프로그램은 크렘린이 바그너 그룹을 이용하여 아프리카의 권위주의 정권을 지원하고 그 대가로 현지 금광을 통제해왔다는 사실을 밝혀냈다. 추출된 금은 해외로 밀수되어 공개 시장에서 판매되며, 이는 사실상 금을 세탁하는 것이다. 이 이익은 러시아의 군사 작전, 특히 우크라이나와의 전쟁 자금을 조달하는 데 사용되었다. 2022년 2월 침공부터 2023년 12월 보고서가 발표될 때까지 러시아는 아프리카 금으로 25억 달러 이상을 벌어들인 것으로 추정된다.
NPR과의 인터뷰에서 보고서 저자 중 한 명인 제시카 베를린은 아프리카에서의 바그너 그룹 활동이 우크라이나와 시리아에서 러시아군에 자금을 지원하여 러시아군의 활동을 가능하게 하는 응집력 있는 글로벌 전략의 일부라고 진술했다.

## 같이 보기
- 아프리카 군단 (러시아)
- 흑인 러시아인
- 바그너 그룹 국유화